# Prejsówka
Prejsówka (438 m n.p.m.) – wzniesienie we wsi Mucharz w województwie małopolskim, w powiecie wadowickim, w gminie Mucharz. Znajduje się na półwyspie nad lewym brzegiem Jeziora Mucharskiego, na obszarze Beskidu Małego.
Szczyt góry jest pokryty jednolitym kompleksem leśnym o nazwie Las Mucharski. Kształt góry jest zbliżony do trójkąta, którego dwa krótsze boki opadają stromo w kierunku Skawy. Różnica poziomów między szczytem góry a Skawą wynosi 150 m.
Prejsówka wraz z położonym na drugim brzegu Skawy (obecnie Jeziora Mucharskiego) wzniesieniem Zamczyskiem (Kurczyna) tworzą pierwszy odcinek przełomu Skawy.

## Nazwa
Państwowy rejestr nazw geograficznych (prng) i mapy Geoportalu podają nazwę Prejsówka. Według Aleksego Siemionowa prawidłowa nazwa wzniesienia to Upalenisko. Jest to stara nazwa upamiętniająca pewne ponure zdarzenie z połowy XVIII wieku, związane ze sporem o granicę między starostwem barwałdzkim i norbertankami z Mucharza. Granica ta przechodziła przez górę w Mucharzu zwaną Upaleniskiem i przechodziła przez kopiec graniczny znajdujący się w tym miejscu, w którym spalono za czary kobietę o nazwisku Sikonionka. Dane te pochodzą z zeznania świadków przed komornikami granicznymi z ówczesnego procesu sądowego. Mapa WIG z 1934 r. i mapa „Beskid Mały” z 1980 r. podały nazwę Upalisko, nazwy te są bliskie prawdy i stanowią ludowy skrót nazwy Upalenisko. Na mapach po 1945 r. i w publikacjach pojawiła się nazwa Prejsówka i przyjęta została przez prng.